# Ностальгия по папочке
«Ностальгия по папочке» (фр. Daddy Nostalgie; другое название — «Эти глупости») — кинофильм с главными ролями Джейн Биркин и Дирка Богарда.

## Сюжет
Каролина, сценарист ирландского происхождения, приезжает в приморский городок департамента Вар, чтобы нанести ответный визит своему отцу, который в данный момент находится в больнице. Она проводит несколько дней в обществе своего отца, она получает от папы то, что не смогла от него получить в детстве, когда он часто отсутствовал.

## В ролях
- Дирк Богард — Папа
- Джейн Биркин — Каролина